# Tumulosternum longimanum
Tumulosternum longimanum is een krabbensoort uit de familie van de Majidae. De wetenschappelijke naam van de soort werd voor het eerst geldig gepubliceerd in 1880 door William Aitcheson Haswell.